# Rio Arroux
O Rio Arroux é um rio francês que é afluente do rio Loire.
Da nascente até a foz, o rio Arroux faz um percurso total de 120 km.